# 名号村
名号村（みょうごうむら）は、愛知県八名郡にあった村。現在の新城市の一部にあたる。

## 地理
宇連川左岸、大島川との合流点に位置していた。
- 山岳：高土山[2]

## 歴史
- 1889年（明治22年）10月1日、町村制の施行により、八名郡大野村、細川村、睦平村、井代村、能登瀬村、名越村、名号村が合併して村制施行し、大野村が発足[3][4]。旧村名を継承した大野、細川、睦平、井代、能登瀬、名越、名号の7大字を編成[4]。
- 1890年（明治23年）10月20日、大字大野以外の各大字がそれぞれ分立して村制施行し、名号村、名越村、能登瀬村、井代村、睦平村、細川村が発足[1][2][3][4]。大字は編成せず[2]。
- 1891年（明治24年）大野村、名越村、能登瀬村、井代村、睦平村、細川村と、七ケ村組合村を結成[4]。
- 1892年（明治25年）4月18日、大野村が町制施行し大野町となる[3]。
- 1893年（明治26年）八名郡高岡村が組合村に加わり一町七ケ村組合村となる[4]。
- 1906年（明治39年）7月1日、八名郡高岡村、名越村、能登瀬村、井代村、睦平村、細川村と合併し、七郷村を新設して廃止された[1][2]。合併後、七郷村名号となる[2]。

### 地名の由来
弘法大師が諸国巡行の際、当地に一泊し南無阿弥陀仏の名号を書いたとの故事にちなむ。

## 産業
- 農業[2]

## 教育
- 1874年（明治7年）名号小学校開校[2]。